# Saturn I
Saturn I est un lanceur spatial moyen américain. Contrairement à tous les autres lanceurs de l'époque il ne dérive pas d'un missile balistique mais est conçu dès sa création pour placer des engins spatiaux en orbite. Il s'agit initialement d'une fusée développée par l’Army Ballistic Missile Agency dirigée par Wernher von Braun pour placer en orbite des satellites militaires lourds. À la suite de la création de la NASA puis du démarrage du programme Apollo, la fusée Saturn I devient un jalon intermédiaire permettant de roder concepteurs et constructeurs avant le développement du lanceur lourd Saturn V. Avec son second étage propulsé par six moteurs RL-10 capables de placer en orbite un satellite de 9 tonnes, elle permet pour la première fois à la NASA de disposer d'un lanceur plus puissant que ceux alignés par l'Union soviétique. Dix fusées Saturn I seront lancées avec succès par la NASA entre 1961 et 1965, avant qu'elle ne soit remplacée par la Saturn IB dotée d'un étage supérieur plus puissant.

## Contexte

### Un lanceur lourd pour les satellites militaires
Les débuts de la famille de lanceurs Saturn sont antérieurs au programme Apollo et à la création de la NASA. Début 1957, le département de la Défense (DOD) américain identifie un besoin pour un lanceur lourd permettant de placer en orbite des satellites de reconnaissance et de télécommunications allant jusqu'à 18 tonnes et des sondes spatiales interplanétaires d'une masse comprise entre 2,7 et 5,4 tonnes. Les lanceurs américains les plus puissants en cours de développement peuvent tout au plus lancer 1,5 tonne en orbite basse car ils dérivent de missiles balistiques beaucoup plus légers que leurs homologues soviétiques. En leur ajoutant des étages supérieurs utilisant des ergols performants (oxygène/hydrogène), la charge utile peut atteindre au plus 4,5 tonnes. Mais ces lanceurs ne seront pas près avant 1959 et leur version avec étage supérieur performant avant 1961 ou 1962. Or le DOD estime que le besoin est urgent et qu'il faut donc développer une nouvelle famille de lanceurs lourd en imposant un calendrier très serré.
À l'époque, Wernher von Braun et son équipe d'ingénieurs, venus comme lui d'Allemagne, travaillent à la mise au point des missiles balistiques à courte portée Redstone et Jupiter au sein de l'Army Ballistic Missile Agency (ABMA), service de l'Armée de Terre situé à Huntsville (Alabama). En novembre 1957, le département de la Défense (DOD) a décidé de confier à l'Armée de l'Air le développement des missiles balistiques intercontinentaux, et von Braun, qui guignait ce projet, a décidé en conséquence de se tourner vers le développement de lanceurs spatiaux lourds répondant au besoin de lanceur lourd du DOD. L'équipage de l'ABMA décide de travailler sur un projet de lanceur propulsé par un moteur unique de 450 tonnes de  poussée en cours d'étude chez Rocketdyne à la demande de l'Armée de l'Air. Mais la date de mise au point de ce  moteur-fusée (le futur F-1 propulsant la fusée Saturn V) est trop éloignée dans le temps pour répondre au besoin urgent du DoD et de toute façon sa poussée est inférieure aux 680 tonnes exigées pour répondre au besoin. Rocketdyne étudie également un moteur baptisé E-1 (en) dont la poussée est de 160-170 tonnes et l'ABMA évalue un premier étage propulsé par quatre moteurs de ce type. Sans avoir adopté un moteur précis, von Braun est désormais certain que le premier étage sera propulsé par plusieurs moteurs-fusées et il fait une réponse à l'appel d'offres de la DoD dans ce sens. Mais cette proposition reste à l'état de papier. Tout s'accélère fin 1957 et début 1958 avec le lancement de Spoutnik 1 qui, en lançant la course à l'espace entre Union soviétique et États-Unis, va mobiliser les dirigeants américains sur la question spatiale et la réorganisation du département de la Défense qui aboutit à la création de l'Agence des projets de recherche avancée (ARPA) qui va permettre d'optimiser les procédures administratives et budgétaires. 
Après avoir renoncé à recourir au moteur-fusée E-1 dont la mise au point est trop tardive, von Braun propose d'utiliser une version dérivée du moteur-fusée propulsant les missiles Jupiter. La fusée, qui est baptisée Super-Jupiter comporte un premier étage, constitué de 8 étages Redstone regroupés en fagot autour d'un étage Jupiter. Huit moteurs H-1 fournissent les 680 tonnes de poussée nécessaires pour lancer les satellites lourds. Le département de la Défense, après examen de projets concurrents, se décide à financer en août 1958 le développement de ce nouveau premier étage rebaptisé Juno V puis finalement Saturn (en anglais la planète située au-delà de Jupiter). Le lanceur utilise, à la demande du DOD, 8 moteurs-fusées H-1, simple évolution du propulseur utilisé sur la fusée Jupiter, ce qui doit permettre une mise en service rapide.

### La récupération du projet Saturn par la NASA
Durant l'été 1958, la NASA, l'agence spatiale civile américaine qui vient d'être créée, identifie le lanceur comme un composant clé de son programme spatial. Mais début 1959, le département de la Défense décide d'arrêter ce programme coûteux dont les objectifs sont désormais couverts par d'autres lanceurs en développement. La NASA obtient le transfert du projet et des équipes de Wernher von Braun fin 1959. Cette affectation est effective au printemps 1960 et la nouvelle entité de la NASA prend le nom de Centre de vol spatial Marshall (George C. Marshall Space Flight Center MSFC).
La question des étages supérieurs du lanceur était jusque-là restée en suspens : l'utilisation de composants existants trop peu puissants et d'un diamètre trop faible n'était pas satisfaisante. Fin 1959, un comité de la NASA travaille sur l'architecture des futurs lanceurs de la NASA : son animateur, Abe Silverstein, responsable du centre de recherche Lewis et partisan de la propulsion par le couple hydrogène/oxygène en cours d'expérimentation sur la fusée Atlas-Centaur, réussit à convaincre un Von Braun réticent d'en doter les étages supérieurs de la fusée Saturn. Le comité identifie dans son rapport final six configurations de lanceur de puissance croissante (codés A1 à C3) permettant de répondre aux objectifs de la NASA tout en permettant de procéder à une mise au point progressive du modèle le plus puissant.

### Configuration définitive de la famille Saturn
Lorsque le président Kennedy accède au pouvoir début 1961, les configurations des versions plus puissantes du lanceur Saturn sont toujours en cours de discussion, reflétant l'incertitude sur les missions futures du lanceur. Toutefois, dès juillet 1960, Rocketdyne, sélectionné par la NASA, avait démarré les études sur le moteur J-2, retenu pour propulser les étages supérieurs grâce à plus de 105 tonnes de poussée obtenus en consommant hydrogène et oxygène. Le même motoriste travaillait depuis 1956, initialement à la demande de l'Armée de l'air, sur l'énorme moteur F-1 (690 tonnes de poussée) retenu pour le premier étage. Fin 1961, la configuration du lanceur lourd (C-5 futur Saturn V) est figée : le premier étage est propulsé par cinq F-1, le deuxième étage par cinq J-2 et le troisième par un J-2. L'énorme lanceur peut placer 113 tonnes en orbite basse et envoyer 41 tonnes vers la Lune. Deux modèles moins puissants doivent être utilisés durant la première phase du projet :
- la C-1 (ou Saturn I), utilisée pour tester des maquettes des vaisseaux Apollo, est constituée d'un premier étage propulsé par huit moteurs H-1 couronné d'un second étage propulsé par six RL-10 ;
- la C-1B (ou Saturn IB), chargée de qualifier les vaisseaux Apollo sur l'orbite terrestre, est constituée du 1er étage de la S-1 couronné du troisième étage de la C-5[4].

| Lanceur                                                         | Saturn I                                           | Saturn IB                                                         | Saturn V                                             |
| --------------------------------------------------------------- | -------------------------------------------------- | ----------------------------------------------------------------- | ---------------------------------------------------- |
| Charge utile en orbite basse (LEO) injection vers la Lune (TLI) | 9 t (LEO)                                          | 18,6 t (LEO)                                                      | 118 t (LEO) 47 t (TLI)                               |
| 1er étage                                                       | S-I (poussée 670 t.) 8 moteurs H-1 (LOX/Kérosène)  | S-IB (poussée 670 t) 8 moteurs H-1 (LOX/Kérosène)                 | S-IC (Poussée 3 402 t) 5 moteurs F-1 (LOX/Kérosène)  |
| 2e étage                                                        | S-IV (Poussée 40 t.) 6 RL-10 (LOX/LH2)             | S-IVB (Poussée 89 t) 1 moteur J-2 (LOX/LH2)                       | S-II (Poussée 500 t.) 5 moteurs J-2 (LOX/LH2)        |
| 3e étage                                                        | -                                                  | -                                                                 | S-IVB (Poussée 100 t.) 1 moteur J-2 (LOX/LH2)        |
| Vols                                                            | 10 (1961-1965) Satellites Pegasus, maquette du CSM | 9 (1966-1975) Qualification CSM, relève Skylab, vol Apollo-Soyouz | 13 (1967-1973) missions lunaires et lancement Skylab |

## Développement et carrière opérationnelle
Le lanceur Saturn I constitue un jalon intermédiaire qui doit permettre aux ingénieurs et aux constructeurs d'acquérir une première expérience dans le développement des fusées de forte puissance avant de se lancer dans la réalisation de la fusée Saturn V. Il doit être développé rapidement et reprend donc des éléments existants ou dont le développement est bien avancé. Le premier étage, baptisé S-I, est celui du Super-Jupiter. Pour le second étage, on choisit d'utiliser six moteurs RL-10 brûlant un mélange d'hydrogène et d'oxygène liquide en cours de développement pour l'étage Centaur et qui fournissent ensemble 40 tonnes de poussée. Le développement de cet étage, baptisé S-IV, est confié le 29 mai 1960 après appel d'offres au constructeur Douglas Aircraft Company. Les éléments de l'étage S-IV les plus complexes à construire sont les deux réservoirs contenant les ergols cryogéniques dont la taille et l'architecture (paroi commune) constituent une première.

## Les vols du lanceurs Saturn I
La fusée Saturn I avait été conçue alors que le cahier des charges du programme lunaire n'était pas encore figé. Sa capacité d'emport s’avère finalement trop faible même pour remplir les objectifs des premières phases du programme. Néanmoins, dix des douze fusées commandées sont construites et lancées dont six avec l'ensemble des étages. Le premier lancement de la fusée sans deuxième étage a lieu dès le 27 octobre 1961. Après cinq vols consacrés à la mise au point de la fusée (missions SA-1, SA-2, SA-3, SA-4 et SA-5), Saturn I est utilisée pour lancer quatre maquettes du vaisseau Apollo (missions SA-6 et SA-7). Les missions A-103, A-104 et A-105 sont utilisées pour placer en orbite des satellites chargés d'évaluer la menace représentée par les micrométéorites pour les vaisseaux et astronautes en orbite terrestre (programme Pegasus).
La construction et le lancement des dix fusées Saturn I sont un succès total et permirent d'aborder le développement de fusées plus ambitieuses. La fusée Saturn IB, dotée d'un second étage plus puissant propulsé par le moteur J-2, qui jouera un rôle crucial dans la mission lunaire, effectua son premier vol dès le 26 février 1966.

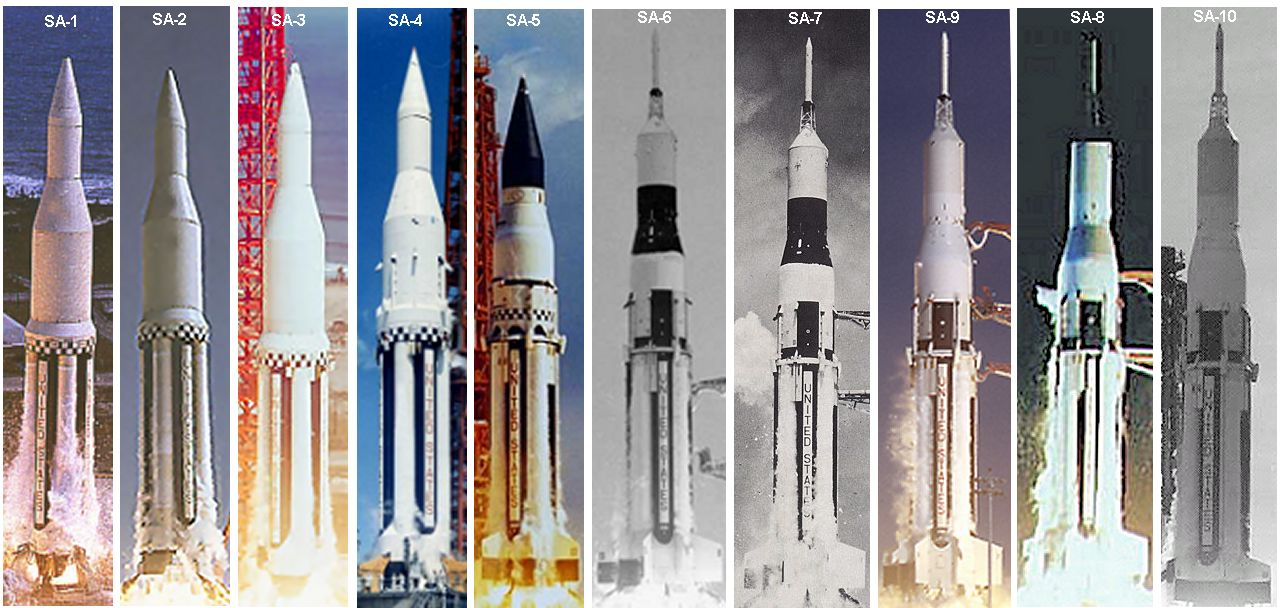
Les 10 lancements de la fusée Saturn I, de SA-1 à SA-10.

| Numéro de série | Mission | Date de lancement | Remarques |
| SA-1            | SA-1    | 27 octobre 1961   | Premier test. Bloc I. Vol suborbital. Apogée 136,5 km, Distance 398 km. Masse à l'apogée 65,6 tonnes. |
| SA-2            | SA-2    | 25 avril 1962     | Second test. Bloc I. Vol suborbital. 86 tonnes sont libérées lorsque le lanceur atteint son apogée à 145 km d'altitude. |
| SA-3            | SA-3    | 16 novembre 1962  | Troisième test. Bloc I. Vol suborbital. 86 tonnes sont libérées lorsque le lanceur atteint son apogée à 167 km d'altitude. |
| SA-4            | SA-4    | 28 mars 1963      | Quatrième test. Bloc I. Vol suborbital. Second étage SIV factice. Apogée 129 km, Distance 400 km. |
| SA-5            | SA-5    | 29 janvier 1964   | Premier lancement avec un second étage S-IV fonctionnel. Premier Bloc II. Première mise en orbite (760 × 264 km). Masse placée en orbite 17,55 tonnes. Rentrée atmosphérique le 30 avril 1966. Premier tir où la NASA dispose d'une capacité de lancement supérieure à celle des soviétiques. |
| SA-6            | A-101   | 28 mai 1964       | Première maquette du vaisseau Apollo. Bloc II. Orbite 204 × 179 km. Masse 17 650 kg. Rentrée atmosphérique de Apollo BP-13 le 1er juin 1964. |
| SA-7            | A-102   | 18 septembre 1964 | Seconde maquette du vaisseau Apollo. Bloc II. Orbite 203 × 178 km. Masse 16 700 kg. Apollo BP-15 effectue sa rentrée atmosphérique le 22 septembre 1964. |
| SA-9            | A-103   | 6 février 1965    | Troisième maquette du vaisseau Apollo; premier satellite Pegasus. Orbite 523 × 430 km. Masse 1 450 kg. Rentrée atmosphérique de Pegasus 1 le 17 septembre 1978 et de Apollo BP-26 le 10 juillet 1985.                                                                                         |
| SA-8            | A-104   | 25 mai 1965       | Quatrième maquette du vaisseau Apollo; Deuxième satellite Pegasus. Orbite 594 × 467 km. Masse 1 450 kg. Rentrée atmosphérique de Pegasus 2 le 3 novembre 1979 et de Apollo BP-16 le 8 juillet 1989.                                                                                           |
| SA-10           | A-105   | 30 juillet 1965   | Troisième satellite Pegasus. Orbite 567 × 535 km. Masse 1 450 kg. Rentrée atmosphérique de Pegasus 3 le 4 aout 1969 et de Apollo BP-9A le 22 novembre 1975. |

## Caractéristiques techniques

### Premier étage S-I
L'étage S-I long de 24,44 mètres a un diamètre de 6,53 mètres (12,43 mètres avrec les ailerons). Sa masse au décollage est de 460,85 tonnes et sa masse à sec (sans ergols) est de 46,72 tonnes. Il est propulsé par huit moteurs-fusées H-1 alimentés par les ergols stockés dans neuf réservoirs. Huit de ces réservoirs provenant du missile Redstone sont agencés autour du réservoir d'un missile Jupiter rempli d'oxygène liquide : 4 d'entre eux contiennent de l'oxygène liquide, quatre autres du kérosène. Les quatre moteurs externes peuvent être orientés pour mieux guider la fusée .

### Deuxième étage S-IV
Le deuxième étage S-IV, construit par Douglas Aircraft est long de 12,62 mètres a un diamètre de 5,57 mètres. Sa masse au décollage est de 51,709 tonnes et sa masse à sec (sans ergols) est de 5,896 tonnes. Il est propulsé par six moteurs-fusées RL-10 A-3 d'une poussée unitaire dans le vide de 66,7 kiloNewtons. Ces moteurs mis au point pour l'étage Centaur en cours de développement sont les premiers à utiliser le mélange hydrogène/oxygène particulièrement performant mais difficile à mettre en œuvre. Bien que développés pour l'étage Centaur, ils volent pour la première fois sur la fusée Saturn I.
| Caractéristique                 | S-I – 1er étage | S-IV – 2e étage |
| ------------------------------- | --------------- | --------------- |
| Hauteur (m)                     | 24,48           | 12,19           |
| Diamètre (m)                    | 6,52            | 5,49            |
| Masse (kg)                      | 432 681         | 50 576          |
| Masse à vide (kg)               | 45 267          | 5 217           |
| Moteur                          | 8 × H-1         | 6 × RL-10       |
| Poussée (kN)                    | 7582            | 400             |
| Impulsion spécifique (secondes) | 288             | 410             |
| Impulsion spécifique (kN·s/kg)  | 2,82            | 4,02            |
| Durée de fonctionnement (s)     | 150             | 482             |
| Ergols                          | LOX/RP-1        | LOX/LH2         |